# Marthe Keller
Pour les articles homonymes, voir Keller.
Marthe Keller, née le 28 janvier 1945 à Bâle, est une actrice et metteuse en scène suisse.

## Biographie
Fille de Iohann Keller, jockey et entraîneur de chevaux, d'origine allemande, et de Martha Stierli, Marthe Keller se prédestine à une carrière de danseuse jusqu'à ce qu'un accident de ski (ménisque brisé) mette un terme à ses ambitions à seize ans,.
Elle se tourne alors vers le théâtre, prend des cours de comédie et s'inscrit à l'école Stanislavsky à Munich, en Allemagne. Elle fait des tournées avec le Schillertheater de Berlin, avant de débuter à l'écran, en 1966, dans un film de Guy Hamilton, Mes funérailles à Berlin,.
Bloquée à Paris par les événements de Mai 68 et ne pouvant retourner à Berlin, elle y reste et tourne deux comédies de Philippe de Broca (Le Diable par la queue en 1968 et Les Caprices de Marie en 1970),.
C'est en 1971 et 1972 qu'elle devient populaire auprès de millions de téléspectateurs français en interprètant d'abord la comtesse Natacha aux côtés de Georges Descrières dans la très populaire série télévisée Arsène Lupin  (dans les épisodes 2 à 4 de la première saison), puis et surtout en incarnant la princesse Kristina de Kurland, Koba Lye-Lye, auprès de Louis Velle, dans le feuilleton La Demoiselle d'Avignon, un des principaux feuilletons français de ces années 1970.
En 1973 et 1974 elle tourne dans quatre films français dont Elle court, elle court la banlieue de Gérard Pirès, avec Jacques Higelin puis Toute une vie de Claude Lelouch. C'est surtout grâce à ce dernier film qu'elle démarre une carrière aux Etats-Unis.
Elle continue sa carrière internationale jouant successivement pour Mauro Bolognini (Vertiges en 1975), John Schlesinger (Marathon Man en 1976) et surtout Sydney Pollack (Bobby Deerfield en 1977),.
Actrice de cinéma et de théâtre, jouant aussi bien en français, allemand, anglais qu’en italien, elle ajoute la mise en scène d'opéra à ses activités au début des années 2000. Elle a mis en scène les Dialogues des carmélites à l'opéra national du Rhin (prix de la critique de la meilleure mise en scène), Lucia di Lammermoor à l'opéra de Washington et Don Giovanni au Metropolitan Opera de New York. Elle enseigne également à Lausanne.

### Vie privée
Elle a un fils, Alexandre, né en 1971 de sa relation avec Philippe de Broca, rencontré lors du tournage du film Le Diable par la queue, et des petites-filles. Elle fut également pendant sept ans, de 1977 à 1984, la compagne d'Al Pacino dont elle reste proche. Sa carrière l'a conduite à Berlin, Paris, Hollywood, New York,. Elle vit en Suisse à Clarens après avoir habité à Verbier.

### Musique
En 1984, elle sort le 45 tours Les paillettes de l'amour chez Carrère, dont elle fait la promotion sur plusieurs plateaux de télévision dont l'émission Champs-Elysées présentée par Michel Drucker le 9 juin 1984,.

## Filmographie

### Cinéma

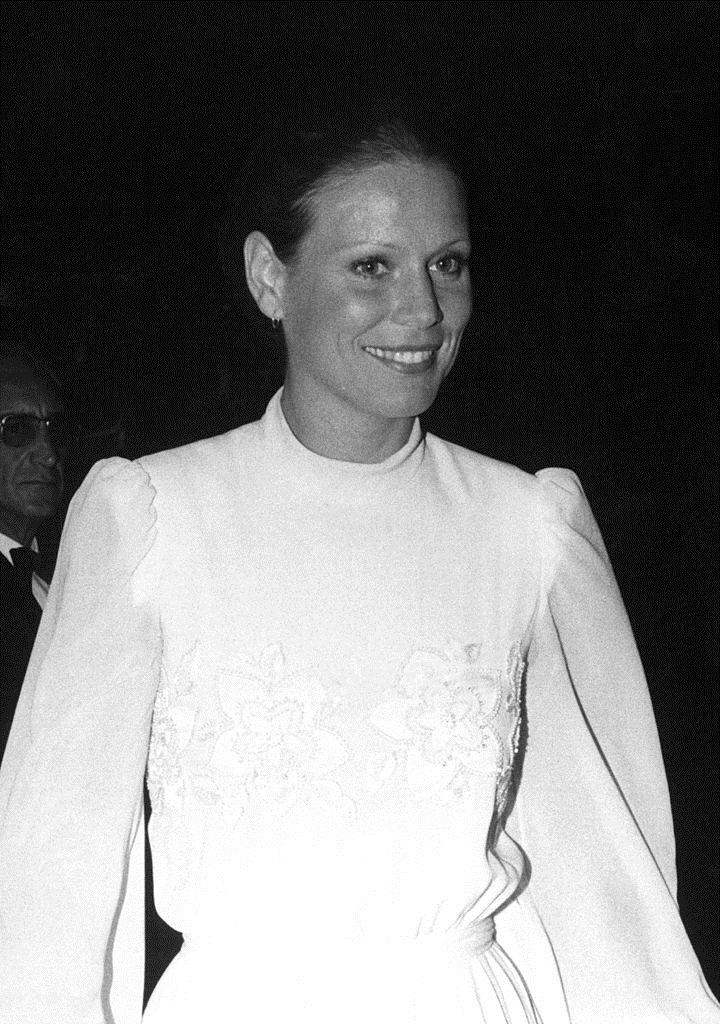
Marthe Keller en 1975.

- 1966 : Mes funérailles à Berlin (Funeral in Berlin) de Guy Hamilton : Birgit
- 1967 : Le Cavalier sauvage (Wilder Reiter GmbH) de Franz-Josef Spieker : une nonne
- 1968 : Le Diable par la queue de Philippe de Broca : la baronne Amélie
- 1970 : Les Caprices de Marie de Philippe de Broca : Marie Panneton
- 1971 : Un cave de Gilles Grangier : Catherine
- 1972 : La Vieille fille de Jean-Pierre Blanc : Vicka
- 1973 : Elle court, elle court la banlieue de Gérard Pirès : Marlène Reval
- 1973 : La Raison du plus fou de Raymond Devos et François Reichenbach : L'auto-stoppeuse
- 1973 : La Chute d'un corps de Michel Polac : Marthe Renon
- 1974 : Toute une vie de Claude Lelouch : Sarah / sa mère / sa grand-mère
- 1974 : Seul le vent connaît la réponse (Die Antwort kennt nur der Wind) de Alfred Vohrer : Angela Delpierre
- 1975 : Vertiges (Per le antiche scale) de Mauro Bolognini : Bianca
- 1976 : Le Guêpier de Roger Pigaut : Melba
- 1976 :  Marathon Man de John Schlesinger : Elsa
- 1977 : Black Sunday de John Frankenheimer : Dahlia
- 1977 :  Bobby Deerfield de Sydney Pollack : Lillian
- 1978 : Fedora de Billy Wilder : Fedora
- 1980 : La Formule (The Formula) de John G. Avildsen : Lisa
- 1981 : L'Homme de Prague (The Amateur) de Charles Jarrott : Elisabeth
- 1984 : Femmes de personne de Christopher Frank : Cécile
- 1985 : Rouge Baiser de Véra Belmont : Bronka
- 1985 : Joan Lui (Joan Lui - ma un giorno nel paese arrivo io di lunedì) d'Adriano Celentano : Judy Johnson
- 1987 : Les Yeux noirs (Очи чёрные) de Nikita Mikhalkov : Tina, la maîtresse de Romano
- 1989 : Georg Elser – Einer aus Deutschland de Klaus Maria Brandauer : Madame Wagner
- 1992 : Mémoire traquée de Patrick Dewolf : Linda Farmer / Marie Carson
- 1994 : Mon amie Max de Michel Brault : Catherine Mercier
- 1996 : Pereira prétend (Sostiene Pereira) de Roberto Faenza : Madame Delgado
- 1996 : Nuits blanches de Sophie Deflandre : Julia
- 1997 : K d'Alexandre Arcady : Nora Winter
- 1997 : Elles de Luís Galvão Teles : Barbara
- 1998 : L'École de la chair de Benoît Jacquot : Madame Thorpe
- 1999 : Le Derrière de Valérie Lemercier : Christina
- 2002 : L'Enfant et le Loup (Time of the Wolf) de Rod Pridy : Rebecca McGregor
- 2004 : Et la nuit chante (Die Nacht singt ihre Lieder) de Romuald Karmakar : la mère
- 2006 : Fragile de Laurent Nègre : Emma
- 2007 : U.V. de Gilles Paquet-Brenner : la mère
- 2007 :  Chrysalis de Julien Leclercq : Professeur Brügen
- 2008 : Cortex de Nicolas Boukhrief : Carole Rothmann
- 2008 :  Bouquet final de Michel Delgado : Nickye
- 2010 : Au-delà (Hereafter) de Clint Eastwood : Docteur Rousseau
- 2011 : Les Géants de Bouli Lanners : Rosa
- 2011 :  Mein bester Feind de Wolfgang Murnberger : Hannah Kaufmann
- 2012 : Au galop de Louis-Do de Lencquesaing : Mina
- 2013 : La Marque des anges de Sylvain White : Laura Bernheim
- 2014 : Homo Faber (Trois femmes) de Richard Dindo : Hanna
- 2015 : Amnesia de Barbet Schroeder : Martha Sagell
- 2016 : L'Économie du couple de Joachim Lafosse : Christine, dite Babou
- 2016 :  Miséricorde de Fulvio Bernasconi[10]: Gloria
- 2017 : Une femme heureuse (The Escape) de Dominic Savage : Anna
- 2019 : L'Ordre des médecins de David Roux : Mathilde
- 2019 :  On ment toujours à ceux qu'on aime de Sandrine Dumas : Louise
- 2019 :  The Witness de Mitko Panov : la juge d'Amici
- 2019 : La Sainte Famille de Louis-Do de Lencquesaing : La mère
- 2020 : Petite Sœur (Schwesterlein) de Stéphanie Chuat et Véronique Reymond : Kathy
- 2022 : Tout le monde aime Jeanne de Céline Devaux : Claudia
- 2023 : Mars Express de Jérémie Périn : Beryl (création de voix)
- 2023 : Une vie (One Life) de James Hawes : Betty Maxwell
- 2025 : The Amateur de James Hawes : la fleuriste (caméo)

### Télévision
- 1964 : Mein oder Dein de Franz Josef Wild : Jean
- 1964 : Der Trojanische Krieg findet nicht statt de Franz Josef Wild : la paix
- 1965 : Mariana Pineda de Wilm ten Haaf :
- 1966 : Und nicht mehr Jessica de Falk Harnack : Jessica Lovell
- 1966 : Kein Freibrief für Mord de Karl-Heinz Bieber : Christine Foster
- 1966 : Corinne und der Seebär de Thomas Engel : Corinne
- 1969 : La Veuve rusée (d'après la pièce de théâtre de Carlo Goldoni) de Jean Bertho : Rosaura
- 1970 : Tango de Jean Kerchbron :
- 1971 : Arsène Lupin de Jean-Pierre Decourt (série), à partir de l'épisode 1-02 : la comtesse Natacha
- 1972 : La Demoiselle d'Avignon de Michel Wyn (série) : Koba Lye-Lye
- 1975 : L'Aigle à deux têtes de Pierre Cavassilas : la reine
- 1981 : La Chartreuse de Parme (La Certosa di Parma), téléfilm de Mauro Bolognini : Gina Sanseverina
- 1983 : Wagner de Tony Palmer (mini-série) : Mathilde Wesendonck
- 1986 : Die Frau des Reporters de Heide Pils : Esther
- 1987 : The Hospice de Dominique Othenin-Girard
- 1988 : Una Vittoria de Luigi Perelli : Julie
- 1988 : Sueurs froides : Louis-Charles mon amour de Régis Wargnier : Diane
- 1988 :  La Ruelle au clair de lune d'Édouard Molinaro : Nelly
- 1989 : Les Années infernales (The Nightmare Years) d'Anthony Page (mini série) : Tess Shirer
- 1991 : Intrigues impériales (Young Catherine) de Michael Anderson : Johanna
- 1991 :  A deux pas du paradis de Michel Vianey : Eva Grundberg
- 1992 : Im Kreis der Iris de Peter Patzak : Marikka
- 1992 : Turbulences d'Élisabeth Rappeneau : Hélène
- 1993 : Jeanne d'Arc au bûcher d'Akio Jissōji : Jeanne d'Arc
- 1993 : Libérez mon fils (Liberate mio figlio) de Roberto Malenotti : Elena
- 1995 : Tödliches Geld de Detlef Rönfeldt : Béatrice Belmont
- 1995 : Belle Époque de Gavin Millar (mini série tv) : Antoinette
- 2001 : Tout va bien c'est Noël de Laurent Dussaux : Jacqueline Bréaud
- 2003 : Par amour d'Alain Tasma : Nicole Doucet
- 2004 : La Nourrice de Renaud Bertrand : Madame Dumayet-Ponti
- 2005 : Dans l'ombre du maître de David Delrieux : Maria
- 2007 : La Prophétie d'Avignon de David Delrieux (mini série) : Dona Flores
- 2007 :  Le Lien de Denis Malleval : Eva
- 2008 : Le Sanglot des anges de Jacques Otmezguine (mini série) : Eléonore
- 2009 : Sous un autre jour d'Alain Tasma : Irène
- 2011 : La Résidence de Laurent Jaoui : Léa
- 2011 : Page 8 de David Hare : Leona Chew
- 2014 : La Vie à l'envers d'Anne Giafferi : Nina
- 2017 : Sources assassines de Bruno Bontzolakis : Irène Volkov
- 2018 : The Romanoffs (série télévisée), saison 1, épisode 1 The Violet Hour de Matthew Weiner : Anushka
- 2018 : Dévoilées de Jacob Berger : Isabelle
- 2022 : Marie-Antoinette de Pete Travis et Geoffrey Enthoven : Marie-Thérèse d'Autriche

## Opéra

### Metteuse en scène
- 1999 : Dialogues des carmélites de Francis Poulenc, avec l'Opéra national du Rhin à Strasbourg, au Festival d'opéra de Savonlinna et aux Proms de Londres
- 2003 : Don Giovanni, Metropolitan Opera à New York, Grand Théâtre de Genève
- 2002 : Lucia di Lammermoor, Opéra de Washington

### Récitante
- Jeanne d'Arc au bûcher d'Arthur Honegger
- Perséphone de Stravinsky
- Songe d'une nuit d'été de Mendelssohn

## Théâtre
- 1970 : Un jour dans la mort de Joe Egg de Peter Nichols, mise en scène Michel Fagadau, Théâtre de la Gaîté-Montparnasse
- 1979 : Les Trois Sœurs de Tchekhov, mise en scène Lucian Pintilie, Théâtre de la Ville
- 1982 : Emballage perdu de Véra Feyder, mise en scène Nelly Borgeaud, Théâtre des Mathurins
- 1983 : Les Exilés de James Joyce, mise en scène Andréas Voutsinás, Théâtre Renaud-Barrault
- 1983 : Jedermann, Festival de Salzbourg
- 1984 : Trahisons d'Harold Pinter, mise en scène Sami Frey, Théâtre des Célestins
- 1986 : Don Carlos de Friedrich von Schiller, mise en scène Michelle Marquais, Festival d'Avignon, Théâtre de la Ville
- 1988 : Hamlet de William Shakespeare, mise en scène Patrice Chéreau, Festival d'Avignon, Théâtre Nanterre-Amandiers, TNP Villeurbanne
- 1997 : Kinkali d'Arnaud Bedouet, mise en scène Philippe Adrien, Théâtre national de la Colline, Théâtre de Nice
- 2001 : Judgement at Nuremberg de Abby Mann mise en scène Joe Tillinger, Broadway New York
- 2008 : The Strongest de August Stringberg mise en scène Wadsworth, ArcLight Theater New York
- 2011 : Jan Karski (mon nom est une fiction) d'après le roman de Yannick Haenel, mise en scène Arthur Nauzyciel, Festival d'Avignon : voix
- 2013 : Le Mémorial de l’Église rouge de Khany Hamdaoui et Vincent Prezioso, Théâtre du Passage (Neuchâtel)

## Décoration
- Chevalière de la Légion d'honneur (janvier 2012)

## Distinctions

### Distinctions liées au cinéma
- Golden Globe 1977 : nomination au prix du meilleur second rôle féminin pour Marathon Man
- Grand Prix de la Critique en 1999, pour Le Dialogues des carmélites de Francis Poulenc
- Festival International des programmes audiovisuels 2003 : FIPA d'or de la meilleure interprétation féminine pour son rôle dans Par amour
- Prix du cinéma suisse du meilleur second rôle (de) 2006 pour Fragile
- Festival de la fiction TV de La Rochelle 2007 : meilleure interprétation féminine pour son rôle dans Le Lien[11]
- Best support actrice Tony Award[évasif]
- In a circle Award[évasif]
- Drama desk[évasif]
- Prix du cinéma suisse du meilleur second rôle (de) 2021 pour Petite Sœur (Schwesterlein)

### Jury de festival
- 1977 : Festival de Cannes (membre du jury)
- 2012 : Festival du film francophone d'Angoulême (membre du jury)
- 2015 : Festival de Deauville (membre du jury)
- 2016 : Festival de Cannes (présidente du jury Un certain regard)
- 2019 : Festival du film politique de Porto-Vecchio (présidente du jury)
- 2021 : Festival du cinéma russe à Honfleur (présidente du jury)